# Метени, Пат
Пэт Мети́ни, также Метени (англ. Pat Metheny; род. 12 августа 1954, Лис-Саммит, Миссури, США; настоящее имя Патрик Брюс Метени, Patrick Bruce Metheny) — американский джазовый гитарист и композитор. Был лидером Pat Metheny Group, а также выпускал сольные диски, а также зачастую выступал как сессионный музыкант. 
Музыка Метени являет собой смесь стилевых элементов разных типов и видов музыки — джазовой, академической, этнической (главным образом латиноамериканской) и популярной. Поскольку ни один из названных элементов не превалирует, «смешанный» стиль Метени зачастую  обозначают неопределённым термином фьюжн.
Метени имеет три золотых диска и был удостоен 20 премий Грэмми, является единственным человеком, выигравшим Грэмми в 10 различных категориях. 

## Биография
Метени родился в городке Лис-Саммит (штат Миссури). Его отец, Дейв, играл на трубе, а мать, Лоис, была вокалисткой. Дед по материнской линии, Дельмар, был профессиональным трубачом. Первым инструментом Метени была труба, на которой его научил играть брат Майк. Его брат, отец и дедушка вместе играли в трио дома. Родители были поклонниками Гленна Миллера и другой свинговой музыки. Они брали Метени на концерты, где он мог услышать Кларка Терри и Дока Северинсена, но все они мало уважали гитару. Интерес Метени к этому инструменту увеличился примерно к 1964 году, когда он увидел выступление Битлз по телевизору. К своему 12-летию родители разрешили ему купить гитару, которой была Gibson ES-140 3/4.
Жизнь Метени изменилась после прослушивания альбома Four & More Майлза Девиса. Вскоре он был очарован альбомом Уэса Монтгомери Smokin' at the Half Note 1965 года. По словам Метени, наибольшее влияние на его музыку оказали именно Битлз, Майлз Дэвис и Уэс Монтгомери.
Когда ему было 15, он выиграл стипендию журнала Down Beat в недельный джазовый лагерь, где его наставником был гитарист Аттила Цоллер, который затем пригласил Метени в Нью-Йорк, чтобы тот увидел гитариста Джима Холла и контрабасиста Рона Картера.
Когда он играл в клубе в Канзас-Сити, к нему обратился Билл Ли, декан Университета Майами, и предложил стипендию. Проведя в колледже меньше недели, Метени понял, что играя на гитаре весь день, он был не готов к занятиям. Он признался в этом Ли, который предложил ему работу преподавателя, так как колледж недавно ввёл электрогитару в качестве учебного курса.
Он переехал[когда?] в Бостон, чтобы преподавать в музыкальном колледже Беркли с джазовым вибрафонистом Гэри Бёртоном, тем самым завоевав репутацию вундеркинда.

### Дебютный альбом
В 1974 году он появился в альбоме под неофициальным названием Jaco лейбла «Кэрол Госс» (где также принимали участие пианист Пол Бли, басист Джако Пасториус и барабанщик Брюс Дитмас) под названием Improvising Artists[прояснить]. Пат не знал, что его записывают.
В течение следующего года он присоединился к группе Гэри Бёртона вместе с гитаристом Миком Гудриком.
Метени выпустил свой дебютный альбом Bright Size Life (ECM) в 1976 году, с Джако Пасториусом на бас-гитаре и Бобом Мозесом на барабанах. Его следующий альбом Watercolors (ECM, 1977) был записан при участии пианиста Лайла Мэйса (1953–2020). Специфическую звуковую атмосферу альбома поддержал приглашённый немецкий контрабасист Эберхард Вебер.

### «Pat Metheny Group»
В 1977 году совместно с пианистом Лайлом Мэйсом организовал «Группу Пата Метини» (англ. Path Metheny Group); первый альбом группы выпущен в 1978 году, последний — в 2005. В составе группы только Мэйс оставался неизменным участником (и автором многих композиций), другие же участники менялись. В первом составе играли (кроме Метини и Мэйса) басист Марк Иган и ударник Дэнни Готлиб. Второй альбом American Garage (ECM, 1979) занял первое место в чарте Billboard Jazz. С 1982 по 1985 годы ансамбль «Pat Metheny Group» выпустил альбомы Offramp (ECM, 1982), концертный альбом Travels (ECM, 1983), First Circle (ECM, 1984) и The Falcon and the Snowman (EMI, 1985). 
Альбом[какой?] для одноимённого фильма, в котором коллектив сотрудничал на сингле «This Is Not America» при участии Дэвида Боуи. Песня достигла 14 позиции в британском топ 40 в 1985 году и 32 позиции в США.
Альбом Offramp ознаменовал первое появление басиста Стива Родби (заменившего Игана) и приглашенного бразильского артиста Нана Васконцелоса на перкуссии и вокале. 
На First Circle к группе присоединился аргентинский певец и мультиинструменталист Педро Аснар, тогда же барабанщик Пол Вертико заменил Готлиба. В то время Стив Родби и Пол Вертико были членами коллектива Саймона Барда и ранее играли в Чикаго, прежде чем присоединиться к Метени.
First Circle был последним альбомом Метени на ECM. В то время Метени был ключевым артистом лейбла, но у него возникли разногласия с основателем и продюсером ECM Манфредом Айхером.
В альбоме Still Life (Talking) (на лейбле Geffen, 1987) были представлены новые члены группы - трубач Марк Ледфорд, вокалист (исполнял преимущественно вокализы) Дэвид Блэмирс и перкуссионист Армандо Марсал. 
Педро Аснар вернулся на записи альбома Letter from Home (Geffen, 1989).
В этот период чикагская театральная компания Steppenwolf использовала композиции Метени и Мэйса для постановки пьесы Лайла Кесслера «Сироты», с тех пор эти композиции используются в постановках пьесы по всему миру.
Затем Метени снова погрузился в сольные и групповые проекты. Прошло четыре года, прежде чем был выпущен "живой" альбом под названием The Road to You (Geffen, 1993), программу которого составили треки из двух студийных альбомов на лейбле Geffen. Ансамбль стал использовать новую аппаратуру и технологии, в частности, Мэйс задействовал новые синтезаторы.
Ансамбль «Pat Metheny Group» в первые же годы своего существования стал редким примером группы, завоевавшей широкую популярность и не преследовавшей коммерческой выгоды. В творчестве Метени-Мэйса синтезированы элементы джаза, академической и этнической — главным образом южноамериканской — музыки. В функции основного мелодиста выступал обычно Пат Метени, в то время как Лайл Мэйс обеспечивал пышную и колоритную гармонизацию мелодии (и пышную аранжировку композиции в целом). Сам Метени отмечал, что «Pat Metheny Group» стала дня него своего рода экспериментальной площадкой.
С 1977 г. Метени гастролировал во многих странах мира. В 1987 г. единственный раз выступал в России (в Москве).
Брат Пата Метени — джазовый флюгельгорнист Майк Метени.
Работая за пределами «Pat Metheny Group», Пат Метени сумел показать самые разные стороны своей музыкальности. Работая с известными джазовыми музыкантами, такими как Орнет Коулмен, Чарли Хейден, Дэйв Холланд и Рой Хейнс, Майкл Брекер, Джим Холл Пат Метени записал композиции, высоко оцененные джазовыми критиками, даже теми, которые не проявляли особого внимания к «пасторальным» или «легким роковым» элементам в творчестве Pat Metheny Group. Проекты, подобные дуэту с Дереком Бэйли, или в духе сложного для понимания Zero Tolerance for Silence, ставят в тупик тех критиков, кто полагает, что Пат Метени вместе с Pat Metheny Group идет по пути все более мягкого звучания.

## Влияние
Метени утверждает, что он играет то, что хотел бы слышать как слушатель. Так как любопытство было его отличительной чертой характера с детства, то не удивительно, что в его музыке чувствуется влияние различных стилей, как классических, так и этнических. В особенности на него повлияла бразильская музыка — одно время он жил в Бразилии и выступал с такими музыкантами, как Милтон Насименту и Тонинью Хорта.
Кроме этого, Метени говорит, что на него повлиял Орнетт Коулмен, некоторые композиции которого он записал. Альбом Song X записан дуэтом Пата Метени и Орнетта Коулмена.

## Дискография

### Pat Metheny Group
- Pat Metheny Group (1978)
- American Garage (1979)
- Offramp (1982)
- First Circle (1984)
- The Falcon and the Snowman (1985; саундтрек к одноимённому фильму)
- Still Life (Talking) (1987)
- Letter from Home (1989)
- We Live Here (1995)
- Quartet (1996)
- Imaginary Day (1997)
- Speaking of Now (2002)
- The Way Up (2005)

### Сольные диски
- New Chautauqua (1979)
- Secret Story (1992)
- Zero Tolerance for Silence (1994)
- Passagio per il Paradiso (1996; саундтрек к одноимённому фильму)
- A Map of the World (1999; саундтрек к одноимённому фильму)
- One Quiet Night (2003)
- Orchestrion (2010)
- What’s It All About (2011)
- The Orchestrion Project (2013)
- What's It All About (2015)
- Road to the Sun (2021)
- MoonDial (2024)

### Дуэты
- As Falls Wichita, So Falls Wichita Falls (1981, с Лайлом Мэйсом)
- I Can See Your House from Here (1994, с Джоном Скофилдом)
- Beyond the Missouri Sky (1997, с Чарли Хейденом)
- Jim Hall & Pat Metheny (1999, с Джимом Холлом)
- Upojenie (2002, с певицей Анной Марией Йопек и подтекстовкой на польском языке)
- Unity Band (2012, с Крисом Поттером)

### Трио
- Bright Size Life (1976, с Джако Пасториусом и Бобом Мозесом)
- Rejoicing (1984, с Чарли Хейденом и Билли Хиггинсом)
- Question & Answer (1990, с Дэйвом Холландом и Роем Хейнсом)
- Trio 99 > 00 (2000, с Ларри Гренадье и Биллом Стюартом)
- Day Trip (2008, с Кристианом МакБрайдом и Антонио Санчесом)

### Другие ансамбли
- Shadows and Light (запись с концерта Джони Митчелл 1979 года, в ансамбле с Майклом Брекером, Джако Пасториусом, Лайлом Мэйсом и другими музыкантами; релиз 1980)
- 80/81 (1980, с Дьюи Редманом, Чарли Хейденом, Майклом Брекером и Джеком Деджонеттом)
- Song X (1985) вместе с Орнеттом Коулменом
- The Sign of Four (1996) вместе с Дереком Бэйли, Грегом Бендианом и Полом Вертико
- Metheny/Mehldau (2006) вместе с Брэдом Мелдау
- Metheny Mehldau Quartet (2007) вместе с Брэдом Мелдау
- Hommage à Eberhard Weber (2015; с Яном Гарбареком, Гэри Бёртоном и другими музыкантами)
- Cuong Vu Trio Meets Pat Metheny (2016, с трио Чыонга Во)